# Station Blommenholm
Station Blommenholm is een station in  Blommenholm in de gemeente Bærum  in  Noorwegen. Het station ligt aan Drammenbanen. Tussen 2013 en eind 2014 is het station gesloten in verband met een ingrijpende verbouwing aan Drammenbanen en de stations Blommenholm, Høvik en Stabekk.